# كوينسي ويلسون (لاعب كرة قدم أمريكية)
كوينسي ويلسون (بالإنجليزية: Quincy Wilson)‏ هو لاعب كرة قدم أمريكية أمريكي، ولد في 16 أغسطس 1996 في فورت لودرديل في الولايات المتحدة.

## وصلات خارجية
- كوينسي ويلسون على موقع مرجع كرة القدم المحترفة.كوم (الإنجليزية)